# Centrale nucleare di Bataan
La centrale nucleare di Bataan è una centrale nucleare situata a Morong, nella provincia di Bataan. L'impianto è composto da un reattore PWR Westinghouse. È l'unica centrale nucleare costruita nelle Filippine e sin dalla sua edificazione non è mai stata attivata.
La costruzione della centrale fu proposta dal Presidente delle Filippine Ferdinand Marcos e iniziò nel 1976. Fu completata nel 1984, con un costo complessivo pari a 2,3 miliardi di dollari.

## Storia
La crisi energetica del 1973 portò alla ricerca di nuove fonti di approvvigionamento e l'embargo petrolifero in Medio Oriente ebbe pesanti ricadute sull'economia filippina. Il Presidente delle Filippine Ferdinand Marcos propose di costruire una centrale nucleare per sopperire alle richieste energetiche del paese e alleggerire la dipendenza dalle importazioni di olio. Sotto il regime di legge marziale, il Presidente annunciò nel luglio del 1973 la decisione di costruire la centrale nucleare di Bataan. La costruzione della centrale iniziò nel 1976. In seguito all'Incidente di Three Mile Island, la costruzione fu interrotta e un'ispezione rilevò la presenza di oltre 4.000 difetti. Vennero anche sollevate preoccupazioni riguardo al livello di sicurezza della centrale di Bataan, soprattutto per quanto riguarda la sua vicinanza a faglie e al dormiente vulcano Pinatubo. Nel 1984 la costruzione della centrale nucleare di Bataan era quasi al termine e il suo costo aveva raggiunto più di due miliardi di dollari. Munita di reattore nucleare ad acqua leggera prodotto dalla Westinghouse, la centrale fu progettata per generare 621 megawatt di elettricità. Questa fu completata poco prima della caduta di Marcos e sin dalla sua costruzione non è mai stata attivata.
Nell'agosto 2016 il Segretario dell'Energia Alfonso Cusi affermò che il governo di Rodrigo Duterte era disponibile a considerare una possibile apertura della centrale, per soddisfare la crescente domanda di energia elettrica.